# Hothbrodd
Hothbrodd (nórdico antiguo: Hǫdbroddr) fue un legendario héroe vikingo de la mitología nórdica que aparece en diversas fuentes medievales escandinavas y sagas nórdicas con ligeras variaciones sobre su vida entre unas y otras.
Según Heimskringla del escaldo islandés Snorri Sturluson, el rey sueco Granmar de Södermanland tenía dos hijos, pero la leyenda sobre el héroe Helgi Hundingsbane cita a tres varones: Hothbrodd, Gudmund y Starkad, los tres muertos bajo la hoja del acero de Helgi. Es posible que la leyenda de Helgi mencione a otro rey Granmar, ya que mientras el primero se refiere a un caudillo del siglo V, Ingjald y el resto pertenecen al siglo VII.
Chronicon Lethrense (en el anexo Annales Lundenses) citan a Hother rey de los sajones e hijo de Hothbrod, asesinado por el rey Halga para obtener el dominio de toda Dinamarca. Hother asesinó primero al hijo de Othen (posiblemente se trate de Odín), llamado Balder en batalla y persiguió al mismo Othen y a otro hijo Thor. Al final, el hijo de Othen le mata. 
En Gesta Danorum de Saxo Grammaticus se une la figura de Helgi Hundingsbane con el rey skjöldung danés Halga. También menciona a Hothbrodd como monarca de Suecia y padre de Höder y Adils. En el capítulo sobre la batalla de Brávellir (Libro VIII), aparece un Hothbrodd apodado el indomable (o el furioso).
En Hversu Noregr byggdist, Höddbrodd (Hǫdbroddr) aparece como hijo del rey Höd. El nombre de Höd es idéntico al asesino del dios Balder de otras historias. Mientras el personaje de Höd de Hversu es el padre de Höddbrodd, en Gesta Danorum (Libro 3)  Høtherus, asesino de Balderus, es hijo de Hothbrodus.

## Hålogaland
Hoddbrodd Sverdhjaltsson (c. 314), hijo de Sverdhjalt Godhjaltsson y nieto de Godhjalt Saemingsson, aparece mencionado como rey de Hålogaland en la obra genealógica sobre los reyes de Noruega de Thormodus Torfæus. De Sverdhjalt y Godhjalt no se conoce nada sobre su reinado.